# Иньюмба, Алуазе
Алоиза Иньюмба (англ. Aloisea Inyumba; 28 декабря 1964, Уганда — 6 декабря 2012, Кигали, Руанда) — руандийский политик, министр по делам женщин и семье и исполнительный секретарь Комиссии национального единства и примирения.

## Биография

### Детство и образование
Алоиза Иньюмба родилась 28 декабря 1964 года в Уганде в семье выходцев из Руанды. Иньюмба провела свое детство в Уганде, окончила там школу, а затем поступила в Университет Макерере в Кампале, чтобы получить степень в области социальной работы и социального управления.

### Деятельность в РПФ и политическая карьера
В 1985 году она впервые встретилась с Полем Кагаме, ещё одним беженцем из Руанды, который в то время служил в повстанческой армии Йовери Мусевени. Год спустя Мусевени взял под свой контроль страну и повысил Кагаме и его соотечественника из Руанды Фреда Рвигьема до офицеров национальной армии страны. Кагаме и Рвигьема заняли эти позиции, но их конечной целью было силой вернуться в свою страну, чтобы облегчить возвращение беженцев. Кагаме и Рвигьема присоединились к Патриотическому фронту Руанды, руандийской освободительной организации, и возглавили ее, и Иньюмба к ним затем тоже присоединилась.
После военной победы РПФ в июле 1994 года Иньюмба была назначена во вновь сформированное переходное правительство. Это правительство возглавил президент Пастер Бизимунгу, но фактически страной руководил Поль Кагаме. Она была назначена на пост министра по делам женщин и семьи и начала согласованную программу по привлечению женщин к восстановлению Руанды.
В 2011 году она была повторно назначена на свою предыдущую должность министра по делам женщин и семьи, которую она занимала до своей смерти в 2012 году.

### Семья
Иньюмба была замужем за доктором Ричардом Масозера, бывшим генеральным директором Управления гражданской авиации Руанды. Пара начала встречаться, когда оба были студентами Университета Макерере в Кампале. У пары было двое детей, сын и дочь.

### Смерть и похороны
Иньюмба умерла 6 декабря 2012 года в своём доме в Кигали. Она страдала от рака горла и недавно вернулась домой после лечения в Германии. Инбюмбе устроили государственные похороны в здании парламента Руанды в Кигали, и её панегирик произнёс президент страны Поль Кагаме. Среди других выступавших на похоронах были министр по делам кабинета министров Протаис Мусони и вице-губернатор Национального банка Руанды Моник Нсанзабаганва.